# Sibun
Sibun – rzeka w Belize. Ma około 212 km długości. Źródło rzeki znajduje się na wysokości około 800 m n.p.m. w górach Maya w zachodnim Belize, płynie ona w kierunku wschodnim przez lasy deszczowe i uchodzi do Morza Karaibskiego. Poza pełnieniem funkcji źródła wody pitnej i wyżywienia dla mieszkańców Belize, rzeka jest także używana do czynności rekreacyjnych, takich jak spływy kajakowe oraz obserwacja dzikiej przyrody.